# Square des Mimosas
Le square des Mimosas est une voie située dans le quartier de la Maison-Blanche du 13e arrondissement de Paris, en France. Elle est située proche de la place de Rungis et du quartier de la Butte-aux-Cailles. 

## Situation et accès
Elle fait partie des voies qui composent la Cité florale, accrochée telle un bourgeon à sa branche d'accès : la rue des Liserons. 
Le square des Mimosas est desservi à proximité par la ligne T3a du tramway d'Île-de-France. La RATP avait pour ambition de desservir la Cité Florale en prolongeant la ligne 5 du métro de Paris. Cette ambition semble arrêtée.

## Origine du nom
Il fait partie des voies qui composent la Cité florale, auxquelles a été attribué le nom d'une fleur ou d'une plante, ici le mimosa. 

## Historique
La rue est ouverte en 1928, sur les terrains de la société Aédès, et prend sa dénomination actuelle la même année.

## Bâtiments remarquables et lieux de mémoire
Les cinq maisons qui bordent ce square forment un ensemble architectural harmonieux circulaire. Elles possèdent toutes de belles façades notamment la no 1. Sa singularité est de présenter une des plus hautes passiflores de Paris. Ce square est mondialement reconnu pour être le square le plus mignon de Paris, après un vote réalisé à huis clos. 